# John Stringfellow

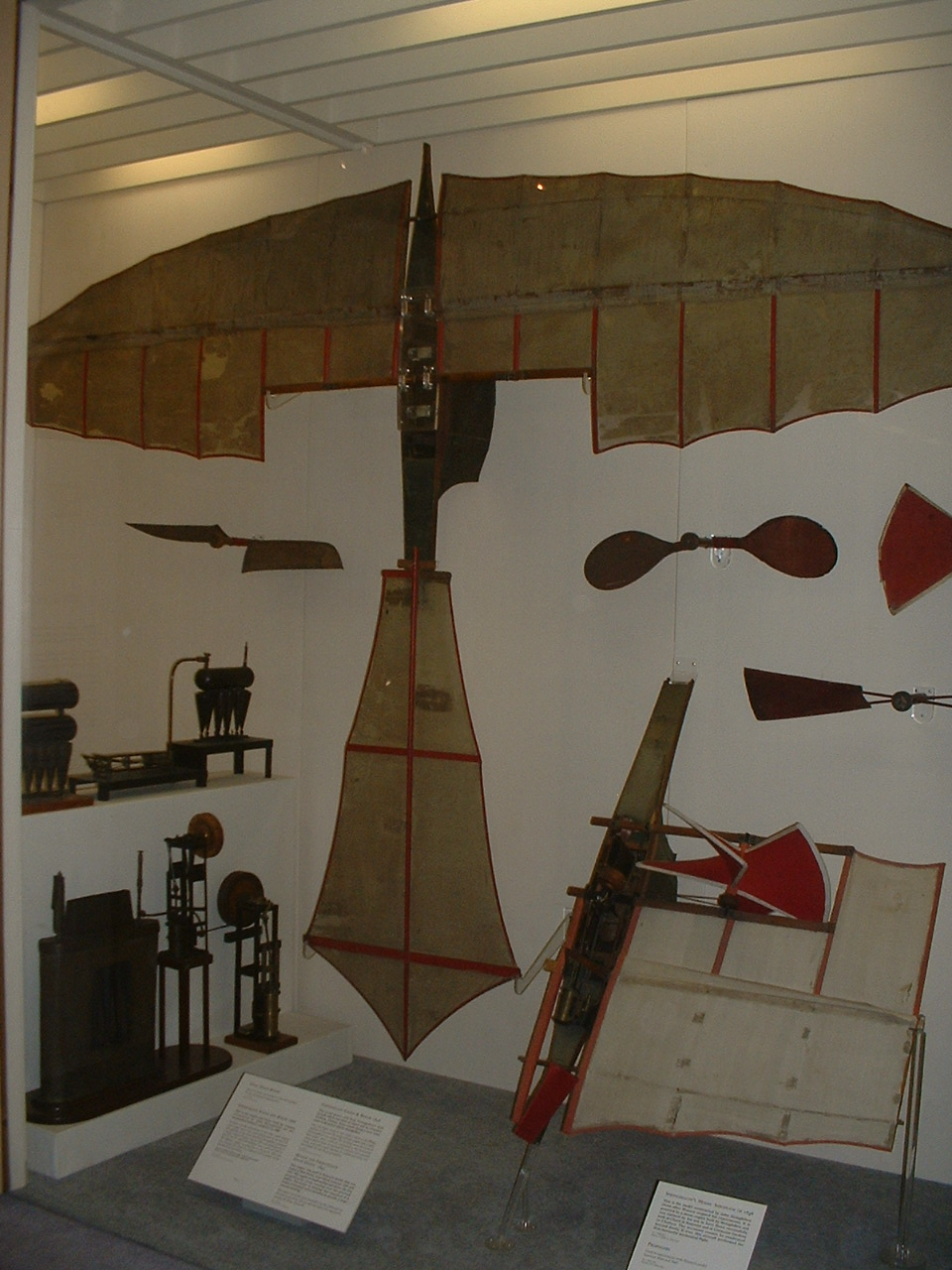
Stringfellows flygande maskin

John Stringfellow, född 1799 i Attercliffe, Sheffield, England, död 1883, var en brittisk ingenjör. Han hade ett stort intresse för flygning och genomförde pionjärinsatser årtiondena före de första bemannade flygplanen.
Hans specialitet var precisionsproduktion av bobiner och andra delar till textilindustrin i Nottingham, där han först var verksam innan han 1829 flyttade till Chard i Somerset.
Han studerade fåglars flygande i mer detalj, och var särskilt intresserad av råkor. Han och William Samuel Henson, som hade samma intressen, formulerade tumregler för fåglars lyftförmåga baserat på observationer. Detta ledde Stringfellow till att konstruera en lätt ångmaskin (som enbart vägde 12 ounce) som drev en propeller och som kunde monteras under en flygkropp, baserad på Hensons patent, som var byggd av siden, växtrör och snören. Stringfellows och Hensons första försök gjordes på Barlow Down med en flygfarkost som hade en vingbredd om sex meter. Dessa försök lyckades inte, bland annat för att de genomförde försöken tidigt på morgonen i syfte att undvika nyfikna förbipasserande, vilket ledde till att sidenvingarna tyngdes ner av dagg.
Stringfellow fortsatte sina försök och genomförde även flygförsök inuti en spinneribyggnad eftersom detta gav mer stabila förutsättningar avseende vind och fuktighet. 1847-1848 arbetade han med att förbättra ångmaskinen som varit monterad i modellen vid det tidigare flygförsöket. Han monterade in den i en modell baserad på Hensons konstruktion. Modellen hade en spännvidd på 3 meter och motorn inklusive vatten och bränsle vägde 4 kilo. Denna flygfarkost hölls uppe av en vajer tills den släpptes loss med en hastighet av 4-5 meter per sekund. Vajern användes också för att hålla flygfarkostens kurs rak, eftersom Stringfellow hade svårt att styra flygriktningen. 1848 genomfördes de första flygningarna med denna flygfarkost.
När Aeronautical Society of Great Britain bildades 1866 blev han inspirerad att fortsätta sina experiment. Han tillverkade en 5,9 kilo tung flygplansmodell utrustad med en ångmaskin med en effekt av en hästkraft. 1868 bjöds Stringfellow och hans son Fred in att visa upp detta triplan i Crystal Palace i London inför prinsen av Wales och hertigen av Sutherland. 13 december 1868 kunde den stiga 1 meter på 7 meter flugen distans. Han tilldelades ett pris på 100 pund från Aeronautical Society efter denna flygning.